# Путешествие с папой
«Путешествие с папой» (итал. In Viaggio Con Papa) — итальянский кинофильм 1982 года режиссёра и киноактёра Альберто Сорди, который также выступил соавтором сценария.

## Сюжет
Армандо Ферратти, немолодой (55 лет), не изменяющий своим принципам донжуан, который ради денег готов пойти на всё, который собирается поехать во время отпуска на морской курорт, где проживает его любовница Федерика, с которой встречается последние три года. Когда он уже собрал свои вещи, открывается дверь и появляется его блудный сын Кристиано — робкий молодой человек, подрабатывающий экологом, у которого, к тому же, не складывается личная жизнь. Он несколько лет прожил в коммуне, которую возглавлял некий «Профессор», но ему пришлось на некоторое время уехать, а когда он вернулся, то не смог найти её (она переехала), и Кристиано просит помочь ему. И Армандо ничего другого не остаётся, кроме как взять сына с собой, но, несмотря на долгое расставание, в голову папаши уже залезла неотвязная мысль, что от сыночка надо бы поскорее избавиться.
Первая остановка на их пути — дом живущей отшельником матери Кристиано, которая работает сценаристом на телевидении. Следуя дальше, они наблюдают за красивыми прибрежними пейзажами, переживают ряд комичных ситуаций и, наконец-то, они достигают дома Федерики. И Армандо решил преподать сыну урок о том, как нужно любить и общаться с женщинами, так как ему кажется, что Кристиано в этом деле не разбирается (но это ему только казалось). Выучив уроки отца, он заинтересовался любовницей отца и соблазняет её. Взбешённый Армандо вызывает сына на дуэль.

## Мнения критиков
Итальянскими кинокритиками замечено, что «дуэль между отцом и сыном сравнивается со столкновениями между двумя поколениями итальянских комиков, произошедших в то время. В итоге этот поединок заканчивается тем, что артисты вызывают у зрителя лишь несколько улыбок по ходу действа. И это на фоне того, что сам фильм довольно скучен».

## В ролях
- Альберто Сорди — Армандо Ферратти
- Карло Вердоне — Кристиано Ферретти
- Тициана Пини — Федерика
- Эди Анжелилло — Сорайя
- Джулиана Каландра — Рита Канегатти
- Анджело Инфанти — Джанни